# 1 + 2 + 4 + 8 + ⋯
En matemáticas, 1 + 2 + 4 + 8 + ⋯ es la serie infinita cuyos términos son las sucesivas potencias de dos. Como serie geométrica, se caracteriza por su primer término, 1, y su razón común, 2. Al ser una serie de números reales, no tiene límite finito.

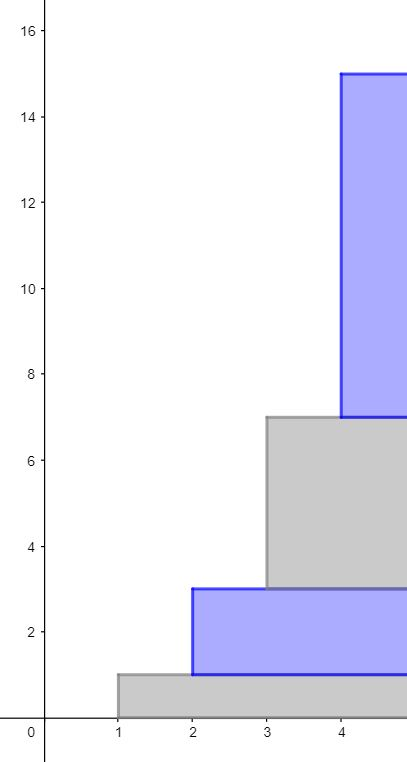
Las cuatro primeras sumas parciales de 1 + 2 + 4 + 8 + ⋯.

La serie puede ser manipulada para así obtener resultados matemáticos curiosos. Por ejemplo, el sumatorio de Ramanujan de esta serie es -1, el cual es también el límite de la serie utilizando el sistema 2-ádico.

## Suma
Las sumas parciales de {\displaystyle 1+2+4+8+\cdots } son {\displaystyle 1,3,7,15,\ldots } porque divergen hacia el infinito.
{\displaystyle 2^{0}+2^{1}+\cdots +2^{k}=2^{k+1}-1}
Cualquier método de suma regular da una suma de números infinitos, incluyendo la sumación de Cesàro y la sumación de Abel. Por otra parte, hay al menos un método útil que suma {\displaystyle 1+2+4+8+\cdots } hacia el valor finito de −1. La siguiente serie de potencias
{\displaystyle f(x)=1+2x+4x^{2}+8x^{3}+\cdots +2^{n}{}x^{n}+\cdots ={\frac {1}{1-2x}}} 
tiene un radio de convergencia en 0 de {\displaystyle {\frac {1}{2}}}, por lo tanto no converge en {\displaystyle x=1.}
Sin embargo, la función {\displaystyle f} tiene una única extensión analítica al plano complejo con el punto {\displaystyle x={\frac {1}{2}}} eliminado, y viene dada por la misma regla {\displaystyle f(x)={\frac {1}{1-2x}}.} Como {\displaystyle f(1)=-1,} se dice que la serie original {\displaystyle 1+2+4+8+\cdots } es sumable (E) a −1, y −1 es la (E) suma de la serie.
Una aproximación casi idéntica (la adoptada por el propio Euler) es considerar la serie de potencias cuyos coeficientes son todos 1, esto es,{\displaystyle 1+y+y^{2}+y^{3}+\cdots ={\frac {1}{1-y}}}y sustituyendo en {\displaystyle y=2.} Estas dos series están relacionados por la sustitución {\displaystyle y=2x.}
El hecho de que la sumación de Euler asigne un valor infinito a {\displaystyle 1+2+4+8+\cdots } muestra que el método general no es totalmente regular. Por otra parte, posee otras cualidades deseables para un método de suma, incluyendo estabilidad y linealidad. Estos dos axiomas obligan a que la suma sea −1, ya que hacen válida la siguiente manipulación:
{\displaystyle {\begin{array}{rcl}s&=&\displaystyle 1+2+4+8+16+\cdots \\&=&\displaystyle 1+2(1+2+4+8+\cdots )\\&=&\displaystyle 1+2s\end{array}}}
{\displaystyle s=\infty } es una raíz de la ecuación {\displaystyle s=1+2s.} Por ejemplo, {\displaystyle \infty } es uno de los dos puntos fijos de la transformación de Möbius {\displaystyle z\mapsto 1+2z} en la esfera de Riemann. Si se conoce algún método de suma que devuelva un número ordinario para {\displaystyle s}, y no es {\displaystyle \infty ,} entonces se podrá determinar fácilmente. En este caso, {\displaystyle s} puede ser restado a ambos lados de la ecuación, dando {\displaystyle 0=1+s,} entonces {\displaystyle s=-1.}